# Neomuscina mediana
Neomuscina mediana är en tvåvingeart som beskrevs av John Otterbein Snyder 1949. Neomuscina mediana ingår i släktet Neomuscina och familjen husflugor. Inga underarter finns listade i Catalogue of Life.